# Sally Buchanan
Sarah "Sally" Ridley Buchanan (Elizabethton, diciembre de 1773-Donelson, 23 de noviembre de 1831) fue una colona estadounidense en Tennessee. Acreditada con ayudar a defender Buchanan's Station durante un intento de incursión de nativos norteamericanos en 1792, Buchanan fue llamada «la heroína más grande del oeste» por la escritora Elizabeth F. Ellet. A medida que se difundieron las historias sobre la valentía de Buchanan, los relatos de su vida a veces se adornaron con elementos ficticios.

## Primeros años y matrimonio
Sarah Ridley nació en diciembre de 1773 en Watauga, uno de los primeros asentamientos en el este de Tennessee. Su padre fue el capitán George Ridley. Según Ellet, los Ridley abandonaron Watauga en 1779 como parte de un gran grupo que se movía hacia el oeste y se establecieron en el área cercana a la actual Nashville, Tennessee, en 1780. El fuerte de los Ridley donde vivía Sarah era uno de una docena de fuertes en el área construidos para proteger a sus habitantes de los frecuentes ataques de los vecinos indios cheroqui y creek.
A la edad de dieciocho años, Sarah se casó con el comandante «Mayor» John Buchanan, uno de los primeros pobladores del valle de Cumberland. Un viudo de unos treinta años, la primera esposa de John, Mary (de soltera Kennedy), había muerto al dar a luz. Según la escritora Harriette Simpson Arnow, se decía que Sally Buchanan era de contextura física más grande que la mayoría de las mujeres de su época y pesaba más de cien kilos. Arnow escribió que la Sra. Buchanan podría «recoger y llevar al hombro un saco de maíz de dos y medio bushels, o 150 libras».

## Batalla de Buchanan's Station
Los Buchanan vivían en Buchanan's Station, un recinto de aproximadamente un acre con una cerca de piquetes y un blocao en cada esquina. Ellos, y muchas de las otras siete familias que vivían allí, eran dueños de esclavos.
Alrededor de la medianoche del 30 de septiembre de 1792, una fuerza combinada de casi 300 guerreros cheroqui, creek y shawnee atacaron Buchanan's Station, pero se vieron frustrados en su intento de romper los muros de la empalizada y prender fuego al fuerte.
A pesar de estar en un estado avanzado de gravidez, Sally Buchanan llevó balas en su delantal durante la batalla y las distribuyó entre los colonos que defendían el fuerte, con gran riesgo para su propia seguridad. Se dice que cantó en voz alta para ser escuchada por encima de los disparos: More balls, more balls, fight like men, I'll give you more balls («Más bolas, más bolas, peleen como hombres, les daré más bolas»). Buchanan también suministró whisky a los hombres. Algunos relatos afirmaron que durante el tiroteo de una hora, ella dirigió a un grupo de mujeres, incluida Nancy Mulherrin, que actuaron como centinelas y cargaron armas; fundiendo balas de platos y cucharas cuando empezaron a quedarse sin municiones; e incluso disparar contra algunos de los asaltantes. El mayor Buchanan escribió más tarde sobre su esposa: «[La] Sra. Buchanan ha matado búfalos y ciervos, y ahora no puede alegar inocencia del objetivo y la intención de matar a un indio».

## Vida posterior y legado
Buchanan dio a luz a su primer hijo once días después de la batalla de Buchanan's Station. Ella pasó a tener doce hijos más: ocho hijos y cuatro hijas. Tanto ella como su esposo están enterrados en el cementerio de la estación de Buchanan en la actual Nashville, condado de Davidson, Tennessee.
Un siglo más tarde, la historiadora Elizabeth Ellet dedicó un capítulo en The Eminent and Heroic Women of America a Sarah Ridley Buchanan, y escribió: «La fama de esta valiente defensa salió al exterior, y la joven esposa del mayor Buchanan fue celebrada como la heroína más grande dell oeste».
A mediados del siglo XX, la Comisión Histórica de Tennessee colocó una placa de bronce en conmemoración de la «Sra. Buchanan» cerca del sitio histórico de la estación de Buchanan en el condado de Davidson. La historia de Sally Buchanan fue contada en History of Middle Tennessee por Stanley Horn, Tales of Perils and Adventures of Tennessee Pioneers por Octavia Bond, y Seedtime on the Cumberland y Flowering of the Cumberland por Harriette Arnow.